# Geografija Finske
Geografija Finske je značilna po njeni severni legi, njeni vseprisotni pokrajini prepletenih borealnih gozdov in jezer ter nizki gostoti prebivalstva. Finsko lahko razdelimo na tri območja: arhipelag in obalno nižavje, nekoliko višjo osrednjo jezersko planoto ter vzpetine na severu in severovzhodu. Finska meji na Baltsko morje, Botniški in Finski zaliv, pa tudi na Švedsko na zahodu, Norveško (ena od sosed Finske, ki ni članica EU) na severu, in Rusijo (še ena soseda, ki ni članica EU) na vzhodu. Je najsevernejša država v Evropski uniji. Večina prebivalstva in kmetijskih virov je skoncentriranih na jugu. Severna in vzhodna Finska sta redko poseljeni in vsebujeta velika območja divjine. Tajga gozd je prevladujoča vrsta vegetacije.

## Velikost in zunanje meje
Skupna površina Finske je 337.030 km². Od tega je 10 % vode, 69 % gozdov, 8 % obdelovalnih površin in 13 % ostalih površin. Finska je osma največja država v Evropi za Rusijo, Francijo, Ukrajino, Španijo, Švedsko, Norveško in Nemčijo.
Na splošno je oblika finskih meja podobna figuri enorokega človeka. V finščini se potegnejo vzporednice med figuro in nacionalno personifikacijo Finske – Finsko dekle (Suomi-neito) – in državo kot celoto lahko v finščini imenujemo z njenim imenom. Tudi v uradnem kontekstu lahko območje okoli Enontekiöja v severozahodnem delu države med Švedsko in Norveško imenujemo 'rokava' (käsivarsi). Po nadaljevalni vojni je Finska v moskovskem premirju leta 1944 izgubila večja ozemlja v korist Sovjetske zveze, figura pa naj bi izgubila še drugo roko in rob njenega 'krila'.

## Relief in geologija

### Geologija
Kamninska podlaga Finske pripada Baltskemu ščitu in je nastala z zaporedjem orogenij v predkambriju. Najstarejše kamnine Finske, tiste arhajske starosti, najdemo na vzhodu in severu. Te kamnine so predvsem granitoidi in migmatitski gnajs. Kamnine v osrednji in zahodni Finski so nastale ali nastale med svecokarelijsko orogenezo. Po tej zadnji orogenezi so graniti Rapakivi vdrli na različne lokacije Finske v mezoproterozoiku in neoproterozoiku, zlasti na Alandu in jugovzhodu. Tako imenovani jotnijski sedimenti se običajno pojavljajo skupaj z graniti Rapakivi. Najmlajše kamnine na Finskem so tiste, najdene v severozahodnem rokavu, ki pripadajo skandinavskim kaledonidom, ki so se zbrali v času paleozoika. Med kaledonsko orogenezo je bila Finska najverjetneje potopljena predzemna kotlina, prekrita s sedimenti, poznejše dvigovanje in erozija pa bi erodirala vse te sedimente.

### Relief in hidrografija
Približno tretjina Finske leži pod 100 m, približno dve tretjini pa pod 200 m. Finsko lahko razdelimo na tri topografska območja; obalne pokrajine, notranja jezerska planota, znana tudi kot Finsko pojezerje in hribovita Finska. Obalno pokrajino sestavljajo večinoma ravnice pod 20 m. Te ravnice se rahlo nagibajo proti morju, tako da tam, kjer njene neravnine presegajo morsko gladino, najdemo skupine otokov, kot sta arhipelag Kvarken ali Alandski otoki. Åland je s finsko celino povezan s plitvo podmorsko planoto, ki ne presega 20 m globine. Poleg Botniškega zaliva je pokrajina Finske izjemno ravna z višinskimi razlikami, ki niso večje od 50 m. Ta regija, imenovana Ostrobotnijska nižina, se razteza v notranjost približno 100 km in predstavlja največjo nižino v nordijskih državah.
Na notranji jezerski planoti prevladuje valovit gričevnat teren z višinsko razliko od doline do vrha 100 ali manj in občasno do 200 m. Samo območje okoli jezer Pielinen in Päijänne ima nekoliko bolj izrazit relief. Relief notranje jezerske planote je nekoliko podoben švedskemu terenu Norrland. Hribovita Finska in območja, višja od 200 m, so večinoma na severu in vzhodu države, kjer hribi v teh regijah presegajo višino 500 m. Inselberške planote so pogoste v severni polovici države. V severni regiji, bolj znani kot Laponska, najvišje točke segajo večinoma od 200 m do 600 m, pokrajina pa je fjel. Vendar najbolj severni deli predstavljajo bolj dramatično gorsko pokrajino, kjer Halti predstavlja najvišjo točko (1361 m) v državi.
Umirjena pokrajina Finske je posledica dolgotrajne erozije, ki je starodavne gorske masive zravnala v skoraj ravne reliefne oblike, imenovane peneplen. Zadnja večja izravnava je povzročila nastanek subkambrijskega peneplena v poznem neoproterozoiku. Medtem ko je Finska od oblikovanja tega zadnjega peneplena ostala zelo blizu morske gladine, se je nekaj nadaljnjega reliefa oblikovalo z rahlim dvigom, ki je povzročilo vrezovanje dolin z rekami. Rahlo dviganje prav tako pomeni, da je na delih mogoče zaslediti dvignjen peneplen kot vrhove. Kvartarne ledene dobe so povzročile erozijo šibkih kamnin in sipkih materialov s strani ledenikov. Ko so se ledene gmote umaknile, so se erodirane vdolbine spremenile v jezera. Preperevanje in erozija sta še posebej prizadeli razpoke v finski kamninski podlagi, kar je povzročilo sled ravnih morskih in jezerskih zalivov.
Razen nekaj rek ob obali se večina rek na Finskem na neki stopnji izliva v eno ali več jezer. Porečja odtekajo v različne smeri. Velik del Finske se izliva v Botniški zaliv, vključno z največjimi in najdaljšimi rekami v državi, Kokemäenjoki oziroma Kemijoki. Največje finsko jezero se z reko Vuoksi izliva v Ladoško jezero v Rusiji. Hribovita Finska na vzhodu se izliva proti vzhodu čez rusko Republiko Karelijo v Belo morje. Na severovzhodu se jezero Inari preko reke Paatsjoki izliva v Barentsovo morje na Arktiki.

### Kvartarna poledenitev
Ledena plošča, ki je občasno pokrivala Finsko v kvartarju, je zrasla iz Skandinavskega gorovja. Med zadnjo deglaciacijo so prvi deli Finske, ki so ostali brez ledu, tj. jugovzhodna obala, to storili malo pred hladnim obdobjem mlajšega drijasa 12.700 let pred sedanjostjo. Umikanje ledene odeje je potekalo hkrati s severovzhoda, vzhoda in jugovzhoda. Umik je bil najhitrejši z jugovzhoda, zaradi česar je spodnji tok Tornia zadnji del Finske, ki je bil deglaciiran. Končno je do 10.100 let pred našim štetjem ledeni pokrov skoraj zapustil Finsko in se koncentriral na Švedskem in Norveškem, preden je izginil.
Ko je ledena plošča postala tanjša in se je umaknila, se je kopno zaradi izostatike začelo dvigovati. Velik del Finske je bil pod vodo, ko se je led umaknil in je bil postopoma dvignjen v procesu, ki se nadaljuje še danes. Čeprav niso bila vsa območja potopljena hkrati, se ocenjuje, da je bilo takrat pod vodo ali pa je bilo pod vodo še okoli 62 %. voda. Odvisno od lokacije na Finskem je starodavna obala dosegla različne največje višine. Na južnem Finskem od 150 do 160 m, v osrednjem Finskem okoli 200 m in na vzhodnem Finskem do 220 m.

## Podnebje
Zemljepisna širina ima glavni vpliv na podnebje Finske. Zaradi severne lege Finske je zima najdaljša sezona. Le na južni obali je poletje enako dolgo kot zima. V povprečju zima traja od začetka decembra do sredine marca na otočju in jugozahodni obali ter od začetka oktobra do začetka maja na Laponskem. To pomeni, da so južni deli države zasneženi približno tri mesece na leto, severni pa približno sedem mesecev. Dolga zima povzroči, da približno polovica letnih 500 do 600 milimetrov padavin na severu pade v obliki snega. Padavine na jugu znašajo približno 600 do 700 milimetrov letno. Tako kot na severu se pojavlja vse leto, čeprav ni toliko snega.
Atlantski ocean na zahodu in Evrazijska celina na vzhodu medsebojno vplivata na spreminjanje podnebja v državi. Tople vode Zalivskega toka in Severnoatlantskega toka, ki segrejejo Norveško in Švedsko, segrejejo tudi Finsko. Zahodni vetrovi prinašajo tople zračne tokove v baltska območja in do obal države, kar znižuje zimske temperature, zlasti na jugu. Ti vetrovi zaradi oblakov, povezanih z vremenskimi sistemi, ki spremljajo zahodne vetrove, tudi zmanjšajo količino sonca, prejetega poleti. Nasprotno pa celinski visokotlačni sistem, ki je nad Evrazijsko celino, nasprotuje pomorskim vplivom in občasno povzroča hude zime in visoke temperature poleti.
Najvišja doslej zabeležena temperatura je 37,2 °C (Liperi, 29. julij 2010). Najnižja, −51,5 °C (Kittilä, 28. januar 1999). Srednja letna temperatura je razmeroma visoka v jugozahodnem delu države (5,0 do 7,5 °C, z dokaj milimi zimami in toplimi poletji ter nizka v severovzhodnem delu Laponske (0 do –4 °C).

## Površina in meje
Površina:
skupaj: 338.145 km²
kopno: 303.815 km²
voda: 34.330 km²
Površina – primerjalno: nekoliko manjša od Nemčije, Montane ter Nove Fundlandije in Labradorja
 Kopenske meje:'
skupaj: 2563 km
mejne države: Norveška 709 km, Švedska 545 km, Rusija 1309 km
Obala: 31,119 km
Pomorski zahtevki:
Teritorialno morje: 12 nmi (22,2 km), 3 nmi (5,56 km) v Finskem zalivu; med finsko in estonsko terjatvijo je del mednarodnih voda; Bogskär ima ločene notranje vode in 3 morske milje teritorialnih voda
Mejno območje: 24 nmi (44,4 km)
Izključna ekonomska cona: 87.171 km²; sega do meje epikontinentalnega pasu s Švedsko, Estonijo in Rusijo
Epilinski pas: 200 m globine ali do globine izkoriščanja
Ekstremne višine:
najnižja točka: Baltsko morje 0 m
najvišja točka: Haltitunturi 1328 m